# Vimentina
Vimentina (52-58 kDa) é uma proteína da família dos filamentos intermediários. Filamentos intermediários são uma característica estrutural importante de células eucarióticas. Eles compõem o citoesqueleto, juntamente com microtúbulos e microfilamentos de actina. Embora a maioria dos filamentos intermediários sejam estruturas estáveis, nos fibroblastos, a vimentina existe como uma estrutura dinâmica. Esse filamento é usado como marcador para tecidos derivados do mesoderma e, como tal, pode ser usada como um marcador imuno-histoquímico para sarcomas.
A vimentina foi caracterizada como o principal filamento intermediário em fibroblastos de embrião de galinha. A extração, em presença de detergente iônico, permitiu a obtenção de um polipeptídeo de 52-58 kDa. A maior parte das células de origem mesenquimal ou não mesenquimal, e, também, células mantidas em cultura possuem filamentos de vimentina, que podem ser diferenciados imuno e bioquimicamente das outras classes de filamentos intermediários. Os anticorpos anti vimentina apresentam reação cruzada com células de mamíferos, aves e anfíbios, indicando que esta proteína foi bem conservada com a evolução. Entretanto, a vimentina de mamíferos e aves mostra algumas diferenças e podem ser produzidos anticorpos que não apresentem reações cruzadas.
Alguns trabalhos mostraram que a vimentina e a desmina coexistem juntas, durante toda a miogênese, e enquanto a vimentina predomina em estágios iniciais a desmina passa a predominar em estádios mais tardios. Em algumas fases, a distribuição de vimentina e desmina é indistinguível, o que sugere que suas subunidades são capazes de formar copolímeros para originar um filamento. A variação dos níveis de vimentina e desmina no músculo adulto é uma importante característica que se relaciona com a capacidade funcional dos mesmos. Desta forma, os músculos esqueléticos dos mamíferos mostram, principalmente, a desmina como filamento intermediário, enquanto a vimentina é encontrada em pequenas quantidades ou está ausente.

## Estrutura

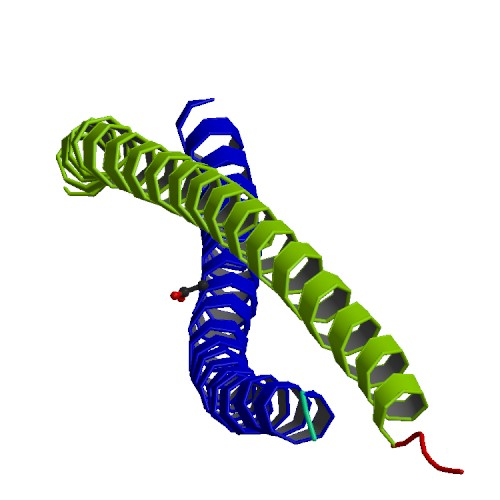
Estrutura da vimentina.

Um monômero de vimentina, assim como todos os outros filamentos intermediários, tem um domínio central em α-hélice, coberto em cada terminação por domínios não-helicoidais amino (head) e carboxi (tail). Dois monômeros se retorcem um sobre o outro para formar um dímero em espiral (coiled coil ou superhélice). Dois dímeros formam um tetrâmero, o que, por sua vez, forma uma folha-beta pela interação com outros tetrâmeros.
As sequências da α-hélice contém um padrão de aminoácidos hidrofóbicos que contribuem para formar um "selo hidrofóbico" na superfície da hélice. Esse selo permite que as duas hélices se juntem e espiralizem. Além disso, há uma distribuição periódica de aminoácidos ácidos e básicos que parecem desempenhar um importante papel na estabilização de superhélices diméricas.
O espaçamento dos resíduos carregados é ideal para pontes salinas (salt bridges) iônicas, o que permite a estabilização da estrutura da α-hélice. Enquanto esse tipo de estabilização é intuitiva para as interações intra-cadeia, nas interações inter-cadeias, os cientistas têm proposto que talvez a mudança das pontes salinas formadas por resíduos ácidos e básicos para associações iônicas inter-cadeias contribuam para a formação do filamento.

## Função
O alto grau de insolubilidade da vimentina sugere a sua função estrutural no citoplasma, como forma de suporte e ancoragem da posição das organelas no citosol. A vimentina está ligada ao núcleo celular, retículo endoplasmático e mitocondria, lateralmente ou terminalmente. Algumas evidências bioquímicas e morfológicas indicam que os filamentos de vimentina estão associados à membrana nuclear e plasmática, mantendo a posição do núcleo e do fuso mitótico, durante a vida da célula. Durante a mitose, a vimentina sofre fosforilação do seu domínio amino terminal e se dispersa em agregados, contendo formas filamentosas. A natureza dinâmica da vimentina é importante para oferecer flexibilidade à célula. Cientistas descobriram que a vimentina provê células com a resiliência ausente nas redes de filamentos de microtúbulos ou actina quando sob estresse mecânico in vivo. Portanto, em geral, é aceito que a vimentina é um componente do citoesqueleto responsável por manter a integridade celular (células sem vimentina são extremamente delicadas quando estimuladas com micropunção).
Resultados de um estudo envolvendo ratos transgênicos sem vimentina mostraram que os ratos eram funcionalmente normais. Enquanto o desfecho possa parecer surpreendente, é possível que a rede de microtúbulos possa ter compensado a ausência da rede intermediária. Isso fortalece a sugestão de interações íntimas entre microtúbulos e vimentina. Além disso, quando despolimerizadores de microtúbulos estavam presentes, reorganização da vimentina ocorreu, mais uma vez indicando a relação entre os dois sistemas.
Vimentin Images oferece uma galeria de imagens nas quais vimentina e outras estruturas do citoesqueleto são mostradas. Essas imagens permitem a visualização das interações entre vimentina e outros componentes do citoesqueleto.
Em essência, vimentina é responsável pela manutenção da forma celular, integridade do citoplasma e estabilização das interações do citoesqueleto. Descobriu-se também que vimentina controla o transporte de colesterol derivado de LDL (low-density lipoprotein) do lisossomo para o local de esterificação. Com o bloqueio do transporte de colesterol derivado do LDL dentro da célula, as células passam a armazenas uma porcentagem muito menor de lipoproteína do que células normais com vimentina. Essa dependência parece ser o primeiro processo da uma função biológica em qualquer célula que depende de uma rede celular de filamentos intermediários. Esse tipo de dependência tem ramificações em células adrenais, as quais dependem de ésteres de colesterol derivados de LDL.
Em 1991, SHOESMAN et al, sugeriram que este filamento possa servir como substrato para o HIV e estar relacionado com a infecção viral.

## Significância clínica
A vimentina tem sido utilizada como marcador imuno-histoquímico para identificar tecidos derivados do mesênquima, os sarcomas.

## Interações
Tem-se demonstrado interações da vimentina com UPP1, MYST2, desmoplaquina, plectina, SPTAN1, MEN1, Proteína kinase N1 e YWHAZ.